# Zuidpooljager
De zuidpooljager (Stercorarius maccormicki) is een vogel uit de familie Stercorariidae. Deze vogel is genoemd naar de Britse natuuronderzoeker Robert McCormick (1800-1890).

## Verspreiding en leefgebied
Deze soort komt voor aan de kusten van Antarctica en broedt daar ook in de zuidelijke zomermaanden november en december. Een van de grootste populaties is te vinden op Kaap Crozier. In de zuidelijke winter migreert de Zuidpooljager naar meer gematigde gebieden. Bijzonder is dat de soort ook in de buurt van de geografische zuidpool is gezien.

## Leefwijze
Het voedsel van de zuidpooljager bestaat grotendeels uit vis; vaak beroven ze andere zeevogels van hun vangst. Ook eten ze andere vogels zoals adeliepinguïns.

## Status
De grootte van de populatie wordt geschat op 6-15 duizend volwassen vogels. Op de Rode lijst van de IUCN heeft deze soort de status niet bedreigd.

## Documentaires
Zuidpooljagers waren te zien in de Britse natuurdocumentaire Frozen Planet.